# Turzyniec (województwo lubelskie)
Turzyniec – wieś w Polsce położona w województwie lubelskim, w powiecie zamojskim, w gminie Zwierzyniec.
Prywatna wieś szlachecka położona była na przełomie XVI i XVII wieku w ziemi chełmskiej województwa ruskiego. W latach 1975–1998 miejscowość administracyjnie należała do województwa zamojskiego.
Wieś jest sołectwem w gminie Zwierzyniec. Według Narodowego Spisu Powszechnego z roku 2011 wieś liczyła 405 mieszkańców.
Wierni Kościoła rzymskokatolickiego należą do parafii św. Izydora w Topólczy.